# Nannophlebia anatya
Nannophlebia anatya – gatunek ważki z rodziny ważkowatych (Libellulidae).